# Schwäbische Albstraße

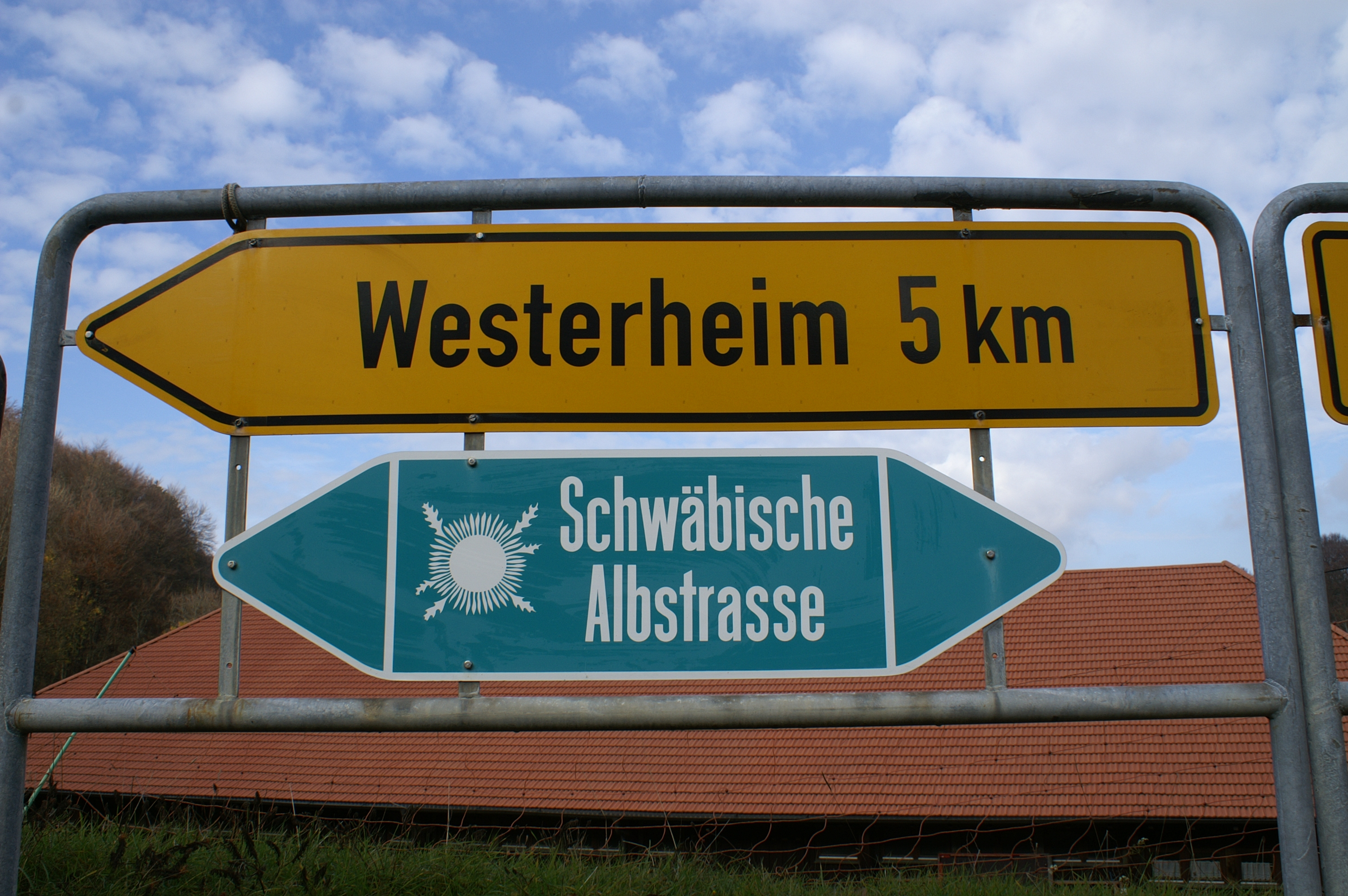
Über den Lämmerbuckel führt die Schwäbische Albstraße von Wiesensteig im Filstal (Landkreis Göppingen) nach Westerheim, der höchstgelegenen Gemeinde im Alb-Donau-Kreis

Die Schwäbische Albstraße ist eine etwa 200 km lange Ferienstraße in Süddeutschland (Baden-Württemberg). Sie beginnt in zwei Zweigen (Trossingen, Tuttlingen), überquert die Schwäbische Alb von Südwesten nach Nordosten und endet wieder in zwei Zweigen (Aalen, Nördlingen). Die Beschilderung an der Strecke besteht aus einer Silberdistel auf blauem Untergrund.

## Verlauf der Schwäbischen Albstraße
- Trossingen bzw. Tuttlingen
- Dürbheim
- Königsheim
- Meßstetten
- Albstadt
- Burladingen
- Sonnenbühl mit der Karls- und Bärenhöhle
- Engstingen mit dem Schloss Lichtenstein
- St. Johann, dort kreuzt die Deutsche Alleenstraße
- Bad Urach
- Römerstein
- Westerheim
- Wiesensteig
- Mühlhausen im Täle
- Bad Ditzenbach
- Deggingen
- Bad Überkingen
- Geislingen an der Steige
- Böhmenkirch
- Heidenheim an der Brenz
- Aalen
- Nattheim
- Dischingen
- Neresheim
- Nördlingen